# Фенчиково
Фенчиково — деревня в Бабаевском районе Вологодской области.
Входит в состав Вепсского национального сельского поселения (с 1 января 2006 года по 13 апреля 2009 года входила в Тимошинское сельское поселение), с точки зрения административно-территориального деления — в Тимошинский сельсовет.
Расстояние по автодороге до районного центра Бабаево составляет 98 км, до центра муниципального образования деревни Тимошино — 8 км. Ближайшие населённые пункты — Носково, Пустошка, Савинская.
Население по данным переписи 2002 года — 21 человек (11 мужчин, 10 женщин). Преобладающая национальность — русские (95 %).